# DJ Culture
DJ Culture è  una canzone dei Pet Shop Boys, pubblicata come primo singolo della loro raccolta Discography: The Complete Singles Collection nell'ottobre 1991. Il singolo fu un modesto successo, piazzandosi al 13º posto nella classifica inglese. All'incirca un mese dopo, più precisamente il 23 novembre 1991, venne pubblicata una nuova versione del brano (remixata dai The Grid) intitolata Dj culturemix che riuscì ad entrare nella Top40 inglese.
Secondo Neil Tennant, la canzone menziona la slealtà dell'allora presidente statunitense George H. W. Bush nell'usare i discorsi di Winston Churchill in merito alla prima guerra del Golfo. Il videoclip del brano mostra in diversi frangenti la figura di Tennant e Lowe come dottori, soldati inglesi, giudice di fronte ad Oscar Wilde e come arbitro calcistico e tifoso.
Sempre Tennant fa notare che il brano "illustra quanto facile e pretenziosa sia la vita moderna, proprio come un DJ mischia i brani e include solo piccoli frammenti di alcuni brani. Si pretende di volerne assaggiare appieno di tutto, ma il tutto poi sembra finzione".
Durante i primi secondi del brano è possibile ascoltare un campionamento del film francese Orphée del 1950.

## Tracce

### UK 7": Parlophone
1. "DJ Culture"
2. "Music for Boys"

### UK 12": Parlophone
1. "DJ Culture" (Extended mix)
2. "Music for Boys"
3. "Music for Boys (Part 2)"

### UK CDs: Parlophone
1. "Dj Culture"
2. "Music for Boys"
3. "DJ Culture" (Extended mix)

### UK 12" & CDs: Parlophone ("Dj Culturemix" del novembre 1991)
1. "Dj Culturemix"
2. "Music for Boys (Part 3)"
3. "Overture to Performance"

## Posizioni in classifica

### DJ Culture
| Nazione (1991) | Posizione |
| -------------- | --------- |
| Regno Unito    | 13        |
| Svezia         | 17        |
| Germania       | 19        |
| Svizzera       | 21        |

### DJ Culturemix
| Nazione (1991) | Posizione |
| -------------- | --------- |
| Regno Unito    | 40        |